# ミリオンダウト
ミリオンダウトとは、2015年12月26日に日本でリリースされた、トランプを使って遊ぶカードゲームである。大富豪とダウトを組み合わせた、心理戦を特徴とするゲームである。株式会社ミリオンダウトによって運営されている。

## ルール

### ゲームの流れ
1. 何らかの方法（じゃんけん、前回の勝者など）で最初の親を決める。
2. 各プレイヤーにジョーカーを2枚含むデッキから伏せて7枚ずつ配り、手札とする。
3. 親は、手札から任意の札を場に出す。その際、札は裏向きに出しても良いし、複数枚出しても良い。（複数枚出す際に一部または全部を裏向きに出すことも可能である。）続いて、順に他のプレイヤーも大富豪のルール（3が最弱で、4、5……K、A、2、ジョーカーの順に強くなる。場札より強いカードしか出せない。）に従って同様に札を出していく。裏向きに出す場合は、大富豪のルールに従う必要はないが、後述のダウトをされるリスクがある。もちろん、大富豪のルールに従った札を裏向きに出してもよい。なお、札を出せない、または出したくないときはパスをしても良い。
4. あるプレイヤーの出した札に対して、他のプレイヤー全員がパスをした場合は、場札をすべて捨て札としてゲームから除外した上で、そのプレイヤーが親となって任意の札を出してゲームを続行する。
5. 裏向きに出された札が大富豪のルールに従っていないと思われる場合、どのプレイヤーも「ダウト」を宣言することができる。（最後に裏向きに出された札の前の札を出した者から時計回りに宣言の権利を得る。）「ダウト」が宣言された場合、宣言された札を開いて確認する。その結果に従いダウトと同様に手札の枚数が増えるペナルティが適用される。
  1. ダウトが成功した（大富豪のルールに従っていなかった）場合、ダウトを宣言したプレイヤーは、場札のすべてまたは一部を選んで、ダウトを宣言されたプレイヤーの手札に追加する。手札に追加されなかったカードは、捨て札となりゲームから排除される。
  2. ダウトが失敗した（大富豪のルールに従っていた）場合、上記とは逆に、ダウトを宣言されたプレイヤーは、場札のすべてまたは一部を選んで、ダウトを宣言したプレイヤーの手札に追加する。
6. ダウトが成功した場合はダウトを宣言したプレイヤーが、ダウトが失敗した場合はダウトを宣言されたプレイヤーが親となってゲームを続行する。
7. 手札が11枚以上となったプレイヤーは、負けとしてゲームから脱落する。これをバーストと呼ぶ。
8. 手札をすべて無くしたら勝ちである。

### 詳細ルール
- 階段を採用する。
- 革命を採用する。ただし、裏向きに出された場合はダウトされないか、ダウトが失敗することが条件である。
- 8切り・11バックを採用する。ただし、当該カードが裏向きに出された場合は無効である。
- 縛りはスート縛りのみ採用する。
- 反則上がりはない。
- ジョーカーは革命や11バックの状態であっても常に最強のカードとなる。また、他のカードと同時に出してワイルドカードとすることも可能である。
- 場札に裏向きのカードが出ている場合、次に出すプレイヤーは裏向きの札については自分に都合よく解釈して良い。たとえば「スペード5・裏・裏」と出ている場合、「スペード567の階段」と解釈して「678の階段」を出しても、「5の3枚」と解釈して「7の3枚」を出しても良い。ただし、すべてのカードが裏の場合、そのカードはなかったものとして、さらに前に出されたカードに拘束される。例えば、Q→裏→裏と出されている場合は、K以上のカードでないと出すことはできない。
- 一度パスをしたプレイヤーが、手番が一周して回ってきたときにカードを出すことは可能である。

### 得点計算
敗者（勝者以外全員）は、勝者がきまるごとに持っていた手札の枚数が失点となる。（バーストで負けた場合は11点の失点となる。）勝者は、敗者の失点の総和が得点となる。複数人でプレイする場合は、勝者またはバースト負けした者が現れるたびに、得点計算を行う。
複数人でプレイしている際にバースト負けが発生した場合は、バースト負けしたプレイヤーが、手札の枚数分だけ、残っているプレイヤー全員に点数を支払う。たとえば、6人でプレイしていて3人既に勝利しており、残り3人でプレイしているときに1人が12枚でバースト負けした場合は、バーストしたプレイヤーが残り2人に12点ずつ支払う。

## 愛好者
プレイヤーには他の頭脳ゲームを愛好する者や著名人も多い。
- 芝野龍之介
- 藤田晋
- 勝間和代
- とつげき東北
- 木原直哉
- 山本一成（コンピュータ将棋ソフトponanzaの開発者）
- 古川洋平
- 清水翔太
- 古賀隼斗（KANA-BOONのギター/コーラス)
- 土方隼人
- ピョコタン

## プレイスポット
日本国内で株式会社ミリオンダウトと契約して定期的にミリオンダウトを行っている店舗がある。
- 五反田winwin（閉店。勝間和代が経営するボードゲームカフェで、月に1度ミリオンダウト大会が行われていた）
- イケブクロギルド（メイドカジノアキバギルドの池袋店。不定期で大会が行われている）
- ナゴヤギルド（メイドカジノアキバギルドの名古屋店。2018年8月から2019年11月までミリオンダウトが常時プレイ可能）